# 게리 골드 스미스
Gary Gold Smith(게리 골드 스미스)는 대한민국의 혼성 음악 그룹으로, 2009년 7월 앨범 〈So Cool〉로 데뷔하였다. 멤버 구성은 게리 케이, 골드, 스미스 로, 몬스터월드엔터테인먼트에 소속되어 있다.

## 멤버

### 현재 멤버
게리 케이
- 본명 : 유근배
- 생년월일 : 1981년 8월 16일
  - 2007년 CnR 1집 앨범 [Cuz D & Ryu K] 데뷔
  - 그룹 'CnR' 멤버
  - 더크로스 3.5집 객원랩퍼

골드
- 본명 : 김지영
- 생년월일 : 1984년 4월 28일

스미스
- 본명 : 정승현
- 생년월일 : 1987년 6월 14일
  - 2007년 몬스터 1집 앨범 [Soul] 데뷔
  - 그룹 '몬스터' 멤버 (천국)
  - EBS 생방송 톡톡 보니하니 진행

### 싱글 앨범
- 싱글 앨범 1집 《So Cool (Single)》(2009년 6월 26일)
  1. 넌 내꺼
  2. 내 사랑 스토커
  3. 내 사랑 스토커 (Inst.)

- 싱글 앨범 2집 《Edge:엣지》(2009년 11월 5일)
  1. 내 사랑 스토커 (Thick Mix Ver.)
  2. Just One Day
  3. 내 사랑 스토커 (Inst.)